# Kiril Wascharow
Kiril Michailow Wascharow (bulgarisch Кирил Михайлов Въжаров; * 18. Februar 1988 in Sofia; † 18. April 2009 ebenda) war ein bulgarischer Eishockeytorwart.

## Karriere
Kiril Wascharow begann seine Karriere als Eishockeyspieler in der Jugend des HK Slawia Sofia, für dessen Profimannschaft er in der Saison 2004/05 sein Debüt in der Bulgarischen Eishockeyliga gab und mit dem er 2005 erstmals Bulgarischer Meister, sowie 2006 Vizemeister wurde. In den Jahren 2008 und 2009 gewann er jeweils das Double aus Meisterschaft und Pokal mit seiner Mannschaft.
Am 18. April 2009 wurde Wascharow zusammen mit einem Freund vor einem Nachtclub in Sofia angegriffen und tödlich verletzt.

### International
Für Bulgarien nahm Wascharow an den U18-Junioren-D-Weltmeisterschaften 2004, 2005 und 2006, sowie den U20-Junioren-D-Weltmeisterschaften 2005, 2006 und 2007 teil. Des Weiteren stand er im Aufgebot Bulgariens bei den C-Weltmeisterschaften 2008 und 2009.

## Erfolge und Auszeichnungen
| - 2005 Bulgarischer Meister mit HK Slawia Sofia - 2006 Bulgarischer Vizemeister mit HK Slawia Sofia - 2008 Bulgarischer Meister mit HK Slawia Sofia | - 2008 Bulgarischer Pokalsieger mit HK Slawia Sofia - 2009 Bulgarischer Meister mit HK Slawia Sofia - 2009 Bulgarischer Pokalsieger mit HK Slawia Sofia |